# リコ・コンスタンティノ
リコ・コンスタンティノ（Americo Sebastiano Costantino、1961年10月1日 - ）は、アメリカ合衆国のプロレスラー。ネバダ州ラスベガス出身。そのレスラーとしてのキャリアにおいて、リコ（Rico）のリングネームで知られた。

## 来歴
プロレスラーになる前はSWATに属し、ボディーガード、バウンティハンターの職にも就いていた。その後スタントマンに転身して『バットマン』に関わったり、テーマパークのアトラクションで働いていた。また、アメリカのTV番組 "American Gladiators" にも登場し、1990年-1991年シーズンの王者となっている。
1998年、南カリフォルニア地区のインディー団体EWFでプロレスラーとしてデビュー。そこでWWF（後のWWE）の首脳陣の目に留まり、WWEと契約を果たす。
WWEと契約後は、その下部組織であるOVWにまず所属した。しかしながら当時38歳という年齢がネックとなり本人自身続けるかどうか悩んだが、ヨコズナやジム・コルネットの助言や手助けがあり彼はトライアウトに合格した。WWE昇格後は、オカマのスタイリストというギミックでビリー&チャック（ビリー・ガン&チャック・パルンボ）やスリー・ミニッツ・ウォーニング（ジャマール&ロージー）のマネージャー役を務めた。彼は自分のキャラクターの参考にゲイギミックの先駆者であるエイドリアン・ストリートに倣い、実際に対談も果たした。その後はミス・ジャッキー、チャーリー・ハースとのタッグチームで活動し、タッグ王座も獲得したが、2004年11月7日にWWEを解雇された。
WWE解雇後は全日本プロレスに登場。RO&Dに所属し、ブキャナンと組んでアジアタッグ王座を奪取した。
アジアタッグ王座戴冠中の2005年5月に、警察官になるためにプロレスラーを引退、同時に王座も返上した。年齢のために警察官にはなれなかったが、警察学校に再入学した。その後に無事卒業し、ネバダ州のタクシー専門の警官となった。
2012年11月17日にFuture Stars of Wrestling (FSW) のラスベガス大会で試合を行った。この試合を最後に2度目の引退を宣言した。
もみあげがトレードマークでWWEの来日公演では「もみあげ」コールが起こり、当時ヒールであったにもかかわらず日本ではベビーフェイス的人気を獲得していた。

## リングネーム
リコが用いたことがあったリングネーム
- リコ・コンスタンティノ
- ザ・コブラ
- リコ（引退まで使用）

## 得意技
- リコ・キック
- 延髄斬り
- ムーンサルト

## 獲得タイトル
WWE
- WWE世界タッグ王座 : 1回（w / リキシ）
- WWEタッグ王座 : 1回（w / チャーリー・ハース）

OVW
- OVWヘビー級王座 : 3回
- OVW 南部タッグ王座 : 1回（w / ザ・プロトタイプ）

全日本プロレス
- アジアタッグ王座 : 1回（w / ブキャナン）

その他
- HWA王座 : 1回
- EWF王座 : 1回
- MPPW王座 : 1回